# Francis Schewetta
Francis Schewetta (ur. 29 sierpnia 1919 w Île-de-Bréhat, zm. 8 października 2007 w Saint-Maurice) – francuski lekkoatleta (sprinter), wicemistrz olimpijski z 1948.
Specjalizował się w biegu na 400 metrów. Na igrzyskach olimpijskich w 1948 w Londynie zdobył srebrny medal w sztafecie 4 × 400 metrów (biegła w składzie: Jean Kerebel, Schewetta, Robert Chef d’Hôtel i Jacques Lunis), za zespołem Stanów Zjednoczonych. Na tych samych igrzyskach startował również w biegu na 400 metrów, ale odpadł w ćwierćfinale.
Na mistrzostwach Europy w 1950 w Brukseli sztafeta 4 × 400 metrów w składzie René Leroux, Schewetta, Jean-Paul Martin du Gard i Lunis zajęła w finale 4. miejsce, ustanawiając rekord Francji czasem 3:11,6.
Schewetta był wicemistrzem Francji w biegu na 400 metrów w 1948 i brązowym medalistą w 1949.
Dwukrotnie poprawiał rekord Francji w sztafecie 4 × 400 metrów do wspomnianego wyżej wyniku 3:11,6 27 sierpnia 1950 w Brukseli.